# Giovanni di Charolais

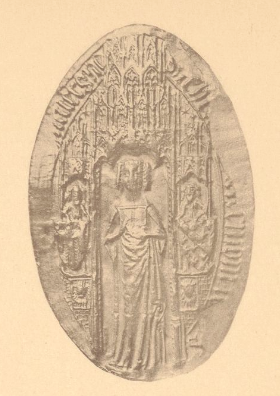
Il sigillo della figlia di Giovanni, Lady Joanna

Giovanni (Jean) di Clermont (1283 – 1316) fu signore di Charolais, dal 1310 alla sua morte.

## Origine
Secondo la Histoire du Bourbonnais et des Bourbons qui l'ont possédé, Volume 1, Giovanni era il figlio maschio secondogenito di Roberto, conte di Clermont, e della contessa di Charolais ed erede della Signoria di Borbone, Beatrice, che, secondo la Histoire généalogique des ducs de Bourgogne de la maison de France,  era l'unica figlia del conte di Charolais, Giovanni di Borgogna e della dama di Borbone, Agnese.
Roberto di Clermont, ancora secondo la Histoire du Bourbonnais et des Bourbons qui l'ont possédé, Volume 1, era i figlio maschio sestogenito del re di Francia, Luigi IX il Santo, e di sua moglie, Margherita di Provenza, che, come riportato dal Vincentii Bellovacensis Memoriale Omnium Temporum era la figlia primogenita del conte di Provenza e conte di Forcalquier, Raimondo Berengario IV e della moglie (come risulta dalla cronaca del monaco benedettino inglese, cronista della storia inglese, Matteo Paris (1200 – 1259), quando descrive il matrimonio della figlia Eleonora con il re d'Inghilterra, Enrico III), Beatrice di Savoia (1206 – 1266).

## Biografia
Giovanni partecipò alle guerre nelle Fiandre agli ordini del cugino, il re di Francia, Filippo IV il Bello; in particolare, combatté a Furnes (1297), a Courtrai (1302) e a Mons-en-Pévèle (1304). 
Secondo la Histoire généalogique et chronologique de la maison royale de France, Giovanni fu al seguito di Isabella di Francia, la figlia di Filippo IV il Bello, che, nel gennaio del 1308, sposò, a Boulogne, Edoardo II, re d'Inghilterra, e nel mese di febbraio di quello stesso anno assistette all'incoronazione di Isabella.
Secondo la Histoire du Bourbonnais et des Bourbons qui l'ont possédé, Volume 1, sua madre, Beatrice morì, nel 1310, nel castello di Murat e fu tumulata nel convento di Champaigue, accanto alla madre, Agnese.
Nella signoria di Borbone le succedette il figlio primogenito Luigi, mentre a Giovanni andò la signoria di Charolais.
In quello stesso anno, secondo la Continuatio Chronici Guillelmi de Nangiaco fu presente con la propria moglie al matrimonio del fratello, Luigi I, signore di Borbone.
Suo padre, Roberto, fece testamento disponendo che la contea di Clermont andasse a suo fratello primogenito, Luigi, mentre lui e l'altro fratello, Piero, Arcidiacono a Parigi, avrebbero avuto dei lasciti; il documento n° 114 b della Histoire des ducs de Bourbon et des comtes de Forez, Volume 3, rilasciato dal re di Francia, Luigi X, conferma l'accettazione di Luigi e Giovanni.
Giovanni, nel 1315, era presente al processo contro il conte delle Fiandre, Roberto III.
Nel 1316, dopo la morte del re di Francia, Luigi X, fu con il cugino, il reggente Filippo di Poitiers, fratello del re, a concludere l'accordo con Oddone IV di Borgogna, inerente all'eredità di Giovanna, figlia di Luigi X ed nipote di Oddone IV.
Secondo alcune fonti, Giovanni morì, nel 1316, mentre secondo la Continuation anonyme de la Chronique de Jean de S. Victor, morì nel 1322, dopo aver espresso l'intenzione di partire per la Terra santa, ma morì prima di partire; in un primo tempo fu sepolto a Lione, poi la salma fu trasferita nella chiesa dei Frati Predicatori di Parigi, accanto alla tomba del padre.

## Matrimonio e discendenza
Giovanni, nel 1309, aveva sposato Giovanna di Dargies, figlia di Rinaldo II, Signore di Dargies, che secondo due documenti del Trésor généalogique de Dom Villevieille, nel 1319 era già vedova di Giovanni (Jne d’Argiès, fille de Renaut d’Argiès, Ctsse de Soissons, veuve de Jn de Clermont chev.); il matrimonio ci viene indirettamente ricordato dalla Continuatio Chronici Guillelmi de Nangiaco,  quando, nel 1310, Giovanni fu presente con la propria moglie al matrimonio del fratello, Luigi I.
Giovanni da Giovanna ebbe due figlie:
- Beatrice (1310-1364), contessa di Charolais, sposatasi nel 1327 con Giovanni I d'Armagnac († 1373), come ci viene confermato dal Chapitre IX delle Preuves de l'Histoire De La Maison De Chastillon Svr Marne[17];
- Giovanna (1312-1383), dama di Saint Just, sposatasi nel 1328 con Giovanni I d'Alvernia († 1386), come ci viene confermato dal Chapitre IX delle Preuves de l'Histoire De La Maison De Chastillon Svr Marne[17].

Giovanna di Dargies era al suo secondo matrimonio, avendo sposato in prime nozze, come ci viene ricordato da un altro documento del Trésor généalogique de Dom Villevieille, Ugo conte di Soissons (Hugues Cte de Soissons), al quale, secondo la Histoire De La Maison De Chastillon Svr Marne aveva dato una figlia:
- Margherita, nata postuma[19].

Rimasta vedova per la seconda volta, Giovanna di Dargies, in terze nozze, sposò Ugo di Châtillon, Signore di Condé, come ci viene confermato dal Chapitre IX delle Preuves de l'Histoire De La Maison De Chastillon Svr Marne, al quale diede due figlie:
- Giovanna († 1371), che sposò Giacomo I di Borbone-La Marche, come ci viene confermato dal Chapitre IX delle Preuves de l'Histoire De La Maison De Chastillon Svr Marne[17];
- Caterina († 1383), che sposò Giovanni di Picquigny, come ci viene confermato dal Chapitre IX delle Preuves de l'Histoire De La Maison De Chastillon Svr Marne[17].

## Ascendenza
|                              |                    |                                    | Genitori                   |  |  | Nonni |  |  | Bisnonni              |  |  | Trisnonni             |  |
|                              |                    |                                    |                            |  |  |       |  |  | Luigi VIII di Francia |  |  | Filippo II di Francia |  |
|                              |                    |                                    |                            |  |  |       |  |  | Luigi VIII di Francia |  |  | Filippo II di Francia |  |
|                              |                    | Isabella di Hainaut                |                            |  |  |       |  |  | Luigi VIII di Francia |  |  |                       |  |
| Luigi IX di Francia          |                    |                                    |                            |  |  |       |  |  | Luigi VIII di Francia |  |  |                       |  |
|                              |                    | Bianca di Castiglia                | Alfonso VIII di Castiglia  |  |  |       |  |  |                       |  |  |                       |  |
|                              |                    | Bianca di Castiglia                | Alfonso VIII di Castiglia  |  |  |       |  |  |                       |  |  |                       |  |
|                              |                    | Bianca di Castiglia                | Eleonora d'Inghilterra     |  |  |       |  |  |                       |  |  |                       |  |
| Roberto di Clermont          |                    | Bianca di Castiglia                |                            |  |  |       |  |  |                       |  |  |                       |  |
|                              |                    | Raimondo Berengario IV di Provenza | Alfonso II di Provenza     |  |  |       |  |  |                       |  |  |                       |  |
|                              |                    | Raimondo Berengario IV di Provenza | Alfonso II di Provenza     |  |  |       |  |  |                       |  |  |                       |  |
|                              |                    | Raimondo Berengario IV di Provenza | Garsenda di Provenza       |  |  |       |  |  |                       |  |  |                       |  |
| Margherita di Provenza       |                    | Raimondo Berengario IV di Provenza |                            |  |  |       |  |  |                       |  |  |                       |  |
|                              |                    | Beatrice di Savoia                 | Tommaso I di Savoia        |  |  |       |  |  |                       |  |  |                       |  |
|                              |                    | Beatrice di Savoia                 | Tommaso I di Savoia        |  |  |       |  |  |                       |  |  |                       |  |
|                              |                    | Beatrice di Savoia                 | Margherita di Ginevra      |  |  |       |  |  |                       |  |  |                       |  |
| Giovanni di Charolais        |                    | Beatrice di Savoia                 |                            |  |  |       |  |  |                       |  |  |                       |  |
|                              | Ugo IV di Borgogna | Oddone III di Borgogna             |                            |  |  |       |  |  |                       |  |  |                       |  |
|                              | Ugo IV di Borgogna | Oddone III di Borgogna             |                            |  |  |       |  |  |                       |  |  |                       |  |
|                              | Ugo IV di Borgogna | Alice di Vergy                     |                            |  |  |       |  |  |                       |  |  |                       |  |
| Giovanni di Borgogna-Borbone | Ugo IV di Borgogna |                                    |                            |  |  |       |  |  |                       |  |  |                       |  |
|                              |                    | Iolanda di Dreux                   | Roberto III di Dreux       |  |  |       |  |  |                       |  |  |                       |  |
|                              |                    | Iolanda di Dreux                   | Roberto III di Dreux       |  |  |       |  |  |                       |  |  |                       |  |
|                              |                    | Iolanda di Dreux                   | Aénor di Saint-Valéry      |  |  |       |  |  |                       |  |  |                       |  |
| Beatrice di Borgogna-Borbone |                    | Iolanda di Dreux                   |                            |  |  |       |  |  |                       |  |  |                       |  |
|                              |                    | Arcimbaldo IX di Borbone           | Arcimbaldo VIII di Borbone |  |  |       |  |  |                       |  |  |                       |  |
|                              |                    | Arcimbaldo IX di Borbone           | Arcimbaldo VIII di Borbone |  |  |       |  |  |                       |  |  |                       |  |
|                              |                    | Arcimbaldo IX di Borbone           | Alix de Forez              |  |  |       |  |  |                       |  |  |                       |  |
| Agnese di Borbone-Dampierre  |                    | Arcimbaldo IX di Borbone           |                            |  |  |       |  |  |                       |  |  |                       |  |
|                              |                    | Iolanda di Châtillon-Nevers        | Guy III di Châtillon       |  |  |       |  |  |                       |  |  |                       |  |
|                              |                    | Iolanda di Châtillon-Nevers        | Guy III di Châtillon       |  |  |       |  |  |                       |  |  |                       |  |
|                              |                    | Iolanda di Châtillon-Nevers        | Agnese di Donzy            |  |  |       |  |  |                       |  |  |                       |  |
|                              |                    | Iolanda di Châtillon-Nevers        |                            |  |  |       |  |  |                       |  |  |                       |  |

### Fonti primarie
- (LA)  Monumenta Germaniae Historica, Scriptores, Tomus XXIV.
- (LA)  Matthæi Parisiensis, Monachi Sancti Albani, Chronica Majorar, vol. III.
- (LA)  Recueil des historiens des Gaules et de la France. Tome 20.
- (LA)  Recueil des historiens des Gaules et de la France. Tome 21.
- (FR)  Histoire des ducs de Bourbon et des comtes de Forez, Volume 3

### Letteratura storiografica
- (FR)  Histoire généalogique des ducs de Bourgogne de la maison de France.
- (FR)  Histoire généalogique et chronologique de la maison royale de France, Ducs de Bourbon.
- (FR)  "Histoire%20de%20la%20maison%20de%20Chastillon-sur-Marne"&pg=PT148#v=onepage&q&f=false Histoire De La Maison De Chastillon Svr Marne.
- (FR)  Trésor généalogique de Dom Villevieille.
- (FR)  #ES Histoire du Bourbonnais et des Bourbons qui l'ont possédé, Volume 1.